# گنائوس کالپورنیوس پیسو
گنائوس کالپورنیوس پیسو (به انگلیسی: Gnaeus Calpurnius Piso) (قرن یکم پیش از میلاد) یک اشرافی و کنسول روم در جمهوری روم بود. او کاملاً سنت‌گرا و مخالف اولین سه‌گانه پوپولیستی، تریوم‌ویرات اول، و بعداً ژولیوس سزار بود. در جنگ داخلی سزار برضد سزار و در جنگ داخلی آزادی‌بخشان برضد فرزندخوانده‌ی او، اکتاویانوس، جنگید و در هر دو مورد در سمت بازندگان بود.